# Worpswede
Worpswede település Németországban, azon belül Alsó-Szászország tartományban. Lakosainak száma 9761 fő (2023. december 31.).

## Népesség
A település népességének változása:
| Lakosok száma | 9262 | 9349 | 9388 | 9494 | 9614 | 9687 | 9820 | 9761 |
|               | 2016 | 2017 | 2018 | 2019 | 2020 | 2021 | 2022 | 2023 |